# L'ospite (film 1998)
L'ospite è un film del 1998 diretto da Alessandro Colizzi.